# Panuozzo
Il panuozzo (o panozzo), o anche saltimbocca, è una preparazione alimentare tradizionale della cucina campana, diffusa in alcune aree della regione, commercializzata soprattutto nelle pizzerie di Gragnano e dell'area dei Monti Lattari (Pimonte, Agerola, Sant'Antonio Abate).
Il panuozzo è inserito tra i prodotti agroalimentari tradizionali della Campania.

## Storia
Nasce nel 1983 a Gragnano dall'invenzione del pizzaiolo Giuseppe Mascolo che una sera, mentre preparava la cena ai figli, ideò un panino stretto e lungo farcito di mozzarella e pancetta, a partire dallo stesso impasto della pizza. Proprio una di loro, la tredicenne Pasqualina, propose il nome con cui è conosciuto ancora oggi.

## Caratteristiche
Il panuozzo ha molti elementi in comune con la pizza, della quale costituisce un'alternativa, essendo peraltro molto più veloce da preparare e pratico da consumare come cibo da asporto o cibo da strada. La diffusione di questa ricetta ha travalicato l'ambito strettamente locale, allargandosi su un più vasto territorio regionale.
Il panuozzo, come evoca in parte il suo nome, ha la forma di un grande panino, realizzato con del pane cotto nel forno a legna ma preparato con lo stesso impasto della pizza. Una variante, meno diffusa, prevede l'utilizzo del pane comune, nella tipologia "cafone". L'interno del panuozzo viene farcito con mozzarella, altri latticini, pomodori, verdure varie, affettati, ecc. Rispetto alla pizza, peculiare è il fatto che richieda un secondo passaggio in forno, immediatamente prima del consumo, a farcitura avvenuta, al fine di scaldare gli ingredienti del ripieno e amalgamarli con il pane.
Al pari della pizza, la composizione della farcitura e dei condimenti può spaziare in un ampio numero di varianti, anche personalizzate su richiesta del consumatore finale. Un tipico condimento del panuozzo è con “sasicce e friarielli” (salsiccia e friarielli).